# 브라이언 크랜스턴
브라이언 크랜스턴(영어: Bryan Cranston, 1956년 3월 7일 ~ )은 미국의 배우, 성우, 작가, 감독이자 연출가이다.
주요 역할로는 AMC 범죄 드라마 시리즈 《브레이킹 배드》의 월터 화이트가 있으며, 시즌5까지 주인공으로 출연 하여 뛰어난 연기력으로 다수의 시상식에서 수상하였다.

## 배우 출연작 목록

### 영화
| 연도 | 제목                          | 원제                                           | 배역                                | 비고       |
| ---- | ----------------------------- | ---------------------------------------------- | ----------------------------------- | ---------- |
| 1998 | 라이언 일병 구하기            | Saving Private Ryan                            | 대령                                |            |
| 2000 | 공포의 집                     | Terror Tract                                   | 론 개틀리                           |            |
| 2004 | 씨잉 아더 피플                | Seeing Other People                            | 피터                                |            |
| 2004 | 일루전                        | Illusion                                       | 데이비드                            |            |
| 2005 | 위대한 황야: 달에서의 걸음    | Magnificent Desolation: Walking on the Moon 3D | 버즈 올드린                         | 다큐멘터리 |
| 2006 | 미스 리틀 선샤인              | Little Miss Sunshine                           | 스탠 그로스먼                       |            |
| 2006 | 인털렉추얼 프로퍼티           | Intellectual Property                          | 라디오 진행자                       |            |
| 2007 | 하드 포                       | Hard Four                                      | 브라이스 백스터 중위                |            |
| 2010 | 러브 랜치                     | Love Ranch                                     | 제임스 페티스                       |            |
| 2011 | 링컨 차를 타는 변호사         | The Lincoln Lawyer                             | 랭크퍼드 형사                       |            |
| 2011 | 드라이브                      | Drive                                          | 섀넌                                |            |
| 2011 | 디태치먼트                    | Detachment                                     | 리처드 디어든                       |            |
| 2011 | 리브                          | Leave                                          | 엘리엇                              |            |
| 2011 | 로맨틱 크라운                 | Larry Crowne                                   | 딘 테이넛                           |            |
| 2011 | 컨테이젼                      | Contagion                                      | 해거티                              |            |
| 2012 | 레드 테일스                   | Red Tails                                      | 윌리엄 모터머스 소령                |            |
| 2012 | 존 카터: 바숨 전쟁의 서막     | John Carter                                    | 파월 대령                           |            |
| 2012 | 락 오브 에이지                | Rock of Ages                                   | 마이크 휘트모어                     |            |
| 2012 | 토탈 리콜                     | Total Recall                                   | 빌로스 코하겐                       |            |
| 2012 | 아르고                        | Argo                                           | 잭 오도널                           |            |
| 2013 | 콜드 컴즈 더 나잇             | Cold Comes the Night                           | 토포                                |            |
| 2013 | 작가의 장벽                   | Writer's Block                                 | 작가                                | 단편       |
| 2014 | 고질라                        | Godzilla                                       | 조 브로디                           |            |
| 2015 | 트럼보                        | Trumbo                                         | 돌턴 트럼보                         |            |
| 2016 | 겟 어 잡                      | Get a Job                                      | 로저 데이비스                       |            |
| 2016 | 인필트레이터: 잠입자들        | The Infiltrator                                | 밥 마주르                           |            |
| 2016 | 올 더 웨이                    | All the Way                                    | 린든 B. 존슨                        | TV 영화    |
| 2016 | 웨이크필드                    | Wakefield                                      | 하워드 웨이크필드                   |            |
| 2016 | 승부 없는 싸움                | In Dubious Battle                              | 보안관                              |            |
| 2016 | 와이 힘?                      | Why Him?                                       | 네드 플레밍                         |            |
| 2017 | 디재스터 아티스트             | The Disaster Artist                            | 본인                                | 카메오     |
| 2017 | 파워레인져스: 더 비기닝       | Power Rangers                                  | 조던                                |            |
| 2017 | 업사이드                      | The Upside                                     | 필립 러카스                         |            |
| 2017 | 라스트 플래그 플라잉          | Last Flag Flying                               | 샐 닐런                             |            |
| 2018 | 개들의 섬                     | Isle of Dogs                                   | 치프                                | 애니메이션 |
| 2019 | 브레이킹 배드 무비: 엘 카미노 | El Camino: A Breaking Bad Movie                | 월터 화이트                         | 카메오     |
| 2023 | 애스터로이드 시티             | Asteroid City                                  | 텔레비전 프로그램 다큐멘터리 진행자 |            |
| 2024 | 아가일                        | Argylle                                        | 리터                                |            |
| 2025 | 페니키안 스킴                 | The Phoenician Scheme                          | 레이건                              |            |

### 텔레비전 드라마
| 연도    | 제목                 | 원제                 | 배역                 | 비고                              |
| ------- | -------------------- | -------------------- | -------------------- | --------------------------------- |
| 1991    | 초인 플래시          | The Flash            | 필립 모지스          | "Be My Baby" 에피소드             |
| 1992    | LA 로                | L.A. Law             | 제임스 필립스        | "All About Sleaze" 에피소드       |
| 1994-97 | 사인필드             | Seinfeld             | 팀 훠틀리            | 5회분 출연                        |
| 1995    | 천사의 손길          | Touched by an Angel  | 톰 브라이언트        | "The Hero" 에피소드               |
| 1995    | 브라덜리 러브        | Brotherly Love       | 러셀 윈즐로          | "Such a Bargain" 에피소드         |
| 1995    | 랜즈 엔드            | Land's End           | 맷 매컬라            | 2회분 출연                        |
| 1995    | 노웨어 맨            | Nowhere Man          | 노먼 웨이드          | "The Alpha Spike" 에피소드        |
| 2008-13 | 브레이킹 배드        | Breaking Bad         | 월터 화이트          | 주인공                            |
| 2012    | 30 록                | 30 Rock              | 론                   | "Governor Dunston" 에피소드       |
| 2015-19 | 스니키 피트          | Sneaky Pete          | 빈스 로니건          | 10회분                            |
| 2017    | 커브 유어 엔수지애즘 | Curb Your Enthusiasm | 라이어널 템플턴 박사 | "Running with the Bulls" 에피소드 |
| 2020    | 스탠드               | The Stand            | 미국 대통령          | "The End" 에피소드; 목소리 출연   |
| 2020-21 | 유어 아너            | Your Honor           | 마이클 데시아토      | 주인공                            |

## 성우 출연작

### 애니메이션 영화
| 연도 | 제목                           | 원제                                | 배역        | 비고       |
| ---- | ------------------------------ | ----------------------------------- | ----------- | ---------- |
| 2001 | 라마야나                       | Ramayana: The Legend of Prince Rama | 라마 대왕   | 애니메이션 |
| 2011 | 배트맨: 이어 원                | Batman: Year One                    | 제임스 고든 | 애니메이션 |
| 2012 | 마다가스카 3: 이번엔 서커스다! | Madagascar 3: Europe's Most Wanted  | 비탈리      | 애니메이션 |
| 2016 | 쿵푸 팬더 3                    | Kung Fu Panda 3                     | 리          | 애니메이션 |
| 2020 | 세상에 단 하나뿐인 아이반      | The One and Only Ivan               | 맥          | 애니메이션 |
| 2024 | 쿵푸팬더 4                     | Kung Fu Panda 4                     | 리          | 애니메이션 |

### TV 애니메이션
| 연도       | 제목             | 원제                      | 배역                               | 비고        |
| ---------- | ---------------- | ------------------------- | ---------------------------------- | ----------- |
| 2001       | 게리와 마이크    | Gary & Mike               | 뉴턴씨, 하워드 빌슨 상원의원       | 8회분 출연  |
| 2003-05    | 릴로 앤 스티치   | Lilo & Stitch: The Series | 제임슨씨                           | 4회분 출연  |
| 2005, 2010 | 아메리칸 대드!   | American Dad!             | 빌, 윈스럽씨                       |             |
| 2006-20    | 패밀리 가이      | Family Guy                | 여러 역할                          | 10회분 출연 |
| 2010-11    | 글렌 마틴 DDS    | Glenn Martin, DDS         | 드레이크 스톤                      | 2회분 출연  |
| 2011-18    | 로봇 치킨        | Robot Chicken             | 여러 역할                          | 5회분 출연  |
| 2012       | 아처             | Archer                    | 토니 드레이크                      | 2회분 출연  |
| 2012-13    | 심슨 가족        | The Simpsons              | 스트라디바리우스 케인, 월터 화이트 | 2회분       |
| 2012-13    | 더 클리브랜드 쇼 | The Cleveland Show        | 닥터 피스트                        | 9회분 출연  |
| 2015-19    | 슈퍼맨션         | SuperMansion              | 티타늄 렉스                        | 주연        |

## 수상 경력
- 2008년 온라인영화&텔레비전협회상 TV드라마부문 남우주연상
- 2008년 제60회 에미상 드라마부문 남우주연상
- 2008년 제13회 새틀라이트시상식 TV드라마부문 남우주연상
- 2009년 온라인영화&텔레비전협회상 TV드라마부문 남우주연상
- 2009년 골드더비어워즈 TV드라마부문 남우주연상
- 2009년 제61회 에미상 드라마부문 남우주연상
- 2009년 TCA어워즈 드라마부문 남자배우상
- 2009년 제14회 새틀라이트시상식 TV드라마부문 남우주연상
- 2010년 온라인영화&텔레비전협회상 TV드라마부문 남우주연상
- 2010년 제62회 에미상 드라마부문 남우주연상
- 2010년 제15회 새틀라이트시상식 TV드라마부문 남우주연상
- 2011년 IGN썸머무비어워즈 TV부문 남우주연상
- 2012년 온라인영화&텔레비전협회상 TV드라마부문 남우주연상
- 2012년 골드더비어워즈 TV드라마부문 남우주연상
- 2012년 제2회 크리틱스초이스텔레비전어워즈 드라마부문 남우주연상
- 2012년 제38회 새턴어워즈 최우수TV남자주연상
- 2013년 온라인영화&텔레비전협회상 TV드라마부문 남우주연상
- 2013년 IGN썸머무비어워즈 TV부문 남우주연상
- 2013년 골드더비어워즈 TV드라마부문 남우주연상
- 2013년 골드더비어워즈 올해의 배우상
- 2013년 제19회 미국배우조합상 TV드라마부문 남자연기상
- 2013년 제3회 크리틱스초이스텔레비전어워즈 드라마부문 남우주연상
- 2013년 제39회 새턴어워즈 최우수TV남자주연상
- 2013년 몬트-칼로텔레비전시상식 남자배우상
- 2014년 골드더비어워즈 TV드라마부문 남우주연상
- 2014년 골드더비어워즈 올해의 배우상
- 2014년 온라인영화&텔레비전협회상 TV드라마부문 남우주연상
- 2014년 제18회 새틀라이트시상식 TV드라마부문 남우주연상
- 2014년 제71회 골든글로브시상식 TV드라마부문 남우주연상
- 2014년 제20회 미국배우조합상 TV드라마부문 남자연기상
- 2014년 오우더비평가협회상 연극부문 남우주연상
- 2014년 드라마데스크어워즈 연극부문 남우주연상
- 2014년 제68회 토니상 연극부문 남우주연상
- 2014년 제66회 에미상 드라마부문 남우주연상
- 2015년 남동부비평가협회상 남우주연상
- 2016년 제27회 팜스프링스국제영화제 스포트라이트상
- 2016년 AARP어워즈 남우주연상
- 2016년 제21회 새틀라이트시상식 TV영화/미니시리즈부문 남우주연상
- 2017년 제23회 미국배우조합상 TV영화/미니시리즈부문 남자연기상
- 2017년 제35회 뮌헨국제영화제 영화메리트상
- 2018년 로렌스올리비에어워즈 남우주연상

## 출연 작품
- 컨테이젼 - 라일 해거티 역
- 드라이브 - 섀넌 역
- 디태치먼트 - 리차드 디어든 역
- 리브 - 엘리어트 역
- 배트맨: 이어 원 - 짐 고든 역 (목소리)
- 브레이킹 배드 시즌 4 - 월터 화이트 역
- 존 카터: 바숨 전쟁의 서막 - 파웰 역
- 파워레인져스: 더 비기닝 - 조던 역
- 개들의 섬 - 치프 역